# 薄颌光唇鱼
薄颌光唇鱼，又稱克氏光唇鱼，为輻鰭魚綱鯉形目鲤科光唇鱼属的鱼类，是中国的特有物种。分布于河北海河、浙江灵江、钱塘江、甬江和福建各水系等，體長可達15.5公分，棲息在河川底中層水域，生活習性不明。该物种的模式产地在河北定县附近的南谷庄。